# Alef (album)
Alef je debutové album skupiny Masada Johna Zorna. Jeho nahrávání probíhalo v RPM Studios v New Yorku 20. února 1994 a vyšlo v roce 1995 pod značkou DIW Records.

## Seznam skladeb
Všechny skladby složil John Zorn.
| Pořadí         | Název          | Délka |
| -------------- | -------------- | ----- |
| 1.             | Jair           | 4:53  |
| 2.             | Bith Aneth     | 6:24  |
| 3.             | Tzofeh         | 5:13  |
| 4.             | Ashnah         | 6:20  |
| 5.             | Tahah          | 5:40  |
| 6.             | Kanah          | 7:26  |
| 7.             | Delin          | 1:54  |
| 8.             | Janohah        | 9:40  |
| 9.             | Zebdi          | 2:45  |
| 10.            | Idalah-Abal    | 6:15  |
| 11.            | Zelah          | 3:48  |
| Celková délka: | Celková délka: | 60:55 |

## Obsazení
- John Zorn – altsaxofon
- Dave Douglas – trubka
- Greg Cohen – kontrabas
- Joey Baron – bicí